# FBI Cyber Division
De FBI Cyber Division is een afdeling van het Federal Bureau of Investigation (FBI) dat zich bezighoudt met het onderzoeken en bestrijden van internetcriminaliteit, waaronder terrorisme, spionage en elektronische fraude. De afdeling werd opgericht in juli 2002.
Als antwoord op meerdere cyberaanvallen die grote economische en nationale veiligheidsschade had toegericht, werd een cyber-afdeling opgericht op om criminaliteit in cyberspace op een gecoördineerde manier te bestrijden. Speciaal getrainde cyber-teams werden opgericht en ingezet in 56 kantoren doorheen de Verenigde Staten.
Cybercriminaliteit is een globale trend, hierdoor heeft het FBI Cyber Action Teams opgericht om wereldwijd helpen in het opsporen van gevallen van computerbreuk en het verzamelen van informatie inzake cybercriminaliteit dat bedreigend is voor Amerikaanse belangen en de nationale veiligheid. Naast FBI-werknemers wordt ook personeel van andere agentschappen van de Amerikaanse overheid opgeleid en ondersteund die deelnemen aan bestaande of nieuwe cyber-gerelateerde eenheden waar de FBI participant van is. De training wordt grotendeels voorbehouden voor onderzoekers die veldwerk doen. Een groot deel van de opleidingen wordt georganiseerd in de FBI-Academie in Quantico.
Hoge prioriteit wordt er gegeven aan onderzoeken inzake terroristische organisaties of intelligentie operaties gesponsord door buitenlandse overheden. De Cyber Division heeft de primaire verantwoordelijkheid binnen de FBI om elektronische inbreuken omtrent de nationale veiligheid te bestrijden. De prioriteiten van de Cyber Division zijn, in rangorde, elektronische inbreuken, seksuele uitbuiting van minderjarigen, het beschermen van intellectuele eigendomsrechten en internetfraude.
De FBI Cyber Division ondersteund tegelijkertijd prioriteiten van de FBI die niet rechtstreeks te maken hebben met de prioriteiten van de afdeling, waaronder terrorismebestrijding,  contraspionage en andere onderzoeken waar technologische onderzoeksassistentie nodig is.
De FBI Cyber Division werkt via de National Cyber Investigative Joint Task Force (NCIJTF). In elk FBI-veldkantoor is een cyber-onderzoeksteam gelokaliseerd. Sinds 2008 is het NCIJTF het hoofdzakelijke Amerikaans agentschap verantwoordelijk voor het coördineren van onderzoeken inzake cyberbedreigingen. Hiervoor wordt samengewerkt met de Central Intelligence Agency, het Department of Defense,  Department of Homeland Security, en de National Security Agency.
Een groot aantal van de zaken die werden onderzocht door de Cyber Division komen van het  Internet Fraud Complaint Center (IFCC), dat in 2002 ongeveer 75.000 klachten had ontvangen en nu meer dan 9000 klachten per maand, waaronder computerinbreuk, identiteitsdiefstal, schendingen van intellectuele eigendomsrechten, economische spionage, fraude, kinderpornografie en on-line-afpersing.